# 2023年捷克總統選舉
2023年捷克總統選舉於1月13日－14日舉行首輪投票，獨立參選的彼得·帕維爾獲得35.39%選票，前總理安德烈·巴比什則獲得35.00%選票。而在1月27日－28日進行的第二輪投票中，帕維爾以將近58.32%得票率擊敗巴比什，成功當選，成為捷克獨立後第4任總統。